# Campeonato Mundial de Esqui Estilo Livre de 2011 - Aerials feminino
A prova do aerials feminino do Campeonato Mundial de Esqui Estilo Livre de 2011 foi disputada entre os dias 3 a 4 de fevereiro em Wasatch Range nos Estados Unidos. Participaram 16 atletas de 8 países.

## Medalhistas
| Ouro               | Prata            | Bronze             |
| Cheng Shuang (CHN) | Xu Mengtao (CHN) | Olha Volkova (UKR) |

## Resultados

### Qualificação
16 atletas participaram do processo qualificatório. Os 12 melhores avançaram para a final.
| Pos. | Bib | Atleta          | Nacionalidade  | Salto 1 | Salto 2 | Total  | Notas |
| ---- | --- | --------------- | -------------- | ------- | ------- | ------ | ----- |
| 1    | 10  | Emily Cook      | Estados Unidos | 97.64   | 84.10   | 181.74 | Q     |
| 2    | 1   | Xu Mengtao      | China          | 83.36   | 87.41   | 170.77 | Q     |
| 3    | 11  | Ashley Caldwell | Estados Unidos | 82.66   | 83.47   | 166.13 | Q     |
| 4    | 17  | Kong Fanyu      | China          | 83.37   | 78.59   | 161.96 | Q     |
| 5    | 15  | Hanna Huskova   | Bielorrússia   | 80.32   | 78.30   | 158.62 | Q     |
| 6    | 8   | Zhao Shanshan   | China          | 76.12   | 81.58   | 157.70 | Q     |
| 7    | 7   | Tanja Schärer   | Suíça          | 77.33   | 76.70   | 154.03 | Q     |
| 8    | 16  | Crystal Lee     | Canadá         | 71.97   | 76.12   | 148.09 | Q     |
| 9    | 3   | Olha Volkova    | Ucrânia        | 78.90   | 65.78   | 144.68 | Q     |
| 10   | 18  | Laura Peel      | Austrália      | 74.82   | 65.91   | 140.73 | Q     |
| 11   | 2   | Cheng Shuang    | China          | 52.34   | 87.06   | 139.40 | Q     |
| 12   | 12  | Olga Polyuk     | Ucrânia        | 66.78   | 72.21   | 138.99 | Q     |
| 13   | 20  | Sarah Ainsworth | Reino Unido    | 65.97   | 55.59   | 121.56 |       |
| 14   | 9   | Nadiya Didenko  | Ucrânia        | 44.41   | 77.01   | 121.42 |       |
| 15   | 13  | Sabrina Guerin  | Canadá         | 32.44   | 78.01   | 110.45 |       |
| 16   | 5   | Alla Tsuper     | Bielorrússia   |         |         | DNS    |       |

### Final
Os 12 atletas disputaram no dia 4 de fevereiro a final da prova.
| Pos.              | Bib | Atleta          | Nacionalidade  | Total  |
| ----------------- | --- | --------------- | -------------- | ------ |
| Medalha de ouro   | 2   | Cheng Shuang    | China          | 188.40 |
| Medalha de prata  | 1   | Xu Mengtao      | China          | 188.23 |
| Medalha de bronze | 3   | Olha Volkova    | Ucrânia        | 178.59 |
| 4                 | 11  | Ashley Caldwell | Estados Unidos | 173.73 |
| 5                 | 17  | Kong Fanyu      | China          | 168.80 |
| 6                 | 8   | Zhao Shanshan   | China          | 161.05 |
| 7                 | 10  | Emily Cook      | Estados Unidos | 159.15 |
| 8                 | 12  | Olga Polyuk     | Ucrânia        | 157.33 |
| 9                 | 15  | Hanna Huskova   | Bielorrússia   | 152.99 |
| 10                | 16  | Crystal Lee     | Canadá         | 143.36 |
| 11                | 18  | Laura Peel      | Austrália      | 142.19 |
| 12                | 7   | Tanja Schärer   | Suíça          | 118.80 |

Legenda
| Recorde mundial       | Recorde mundial (World record)               |                       | Recorde africano                      | Recorde africano (African) |                                           | Q | Classificado por posição (Qualified) |
| Recorde do campeonato | Recorde do campeonato (Championship record)  | Recorde da América    | Recorde da América (Americas)         | q                          | Classificado por melhor tempo (Qualified) |   |                                      |
| Melhor marca do ano   | Melhor marca do ano (World leading)          | Recorde asiático      | Recorde asiático (Asian)              | DNS                        | Não largou (Did not start)                |   |                                      |
| Recorde nacional      | Recorde nacional (National record)           | Recorde europeu       | Recorde europeu (European)            | DNF                        | Não terminou (Did not finish)             |   |                                      |
| Recorde pessoal       | Recorde pessoal do atleta (Personal best)    | Recorde da Oceania    | Recorde da Oceania (Oceania)          | DSQ / DQ                   | Desclassificado (Disqualified)            |   |                                      |
| Recorde da temporada  | Recorde da temporada do atleta (Season best) | Recorde sul-americano | Recorde sul-americano (South America) | NM                         | Sem marca (No mark)                       |   |                                      |